# Вільябаньєс
Вільябаньєс (ісп. Villabáñez) — муніципалітет в Іспанії, у складі автономної спільноти Кастилія-і-Леон, у провінції Вальядолід. Населення — 515 осіб (2010).
Муніципалітет розташований на відстані близько 150 км на північний захід від Мадрида, 17 км на схід від Вальядоліда.

## Демографія
Динаміка населення (INE ):